# Penni

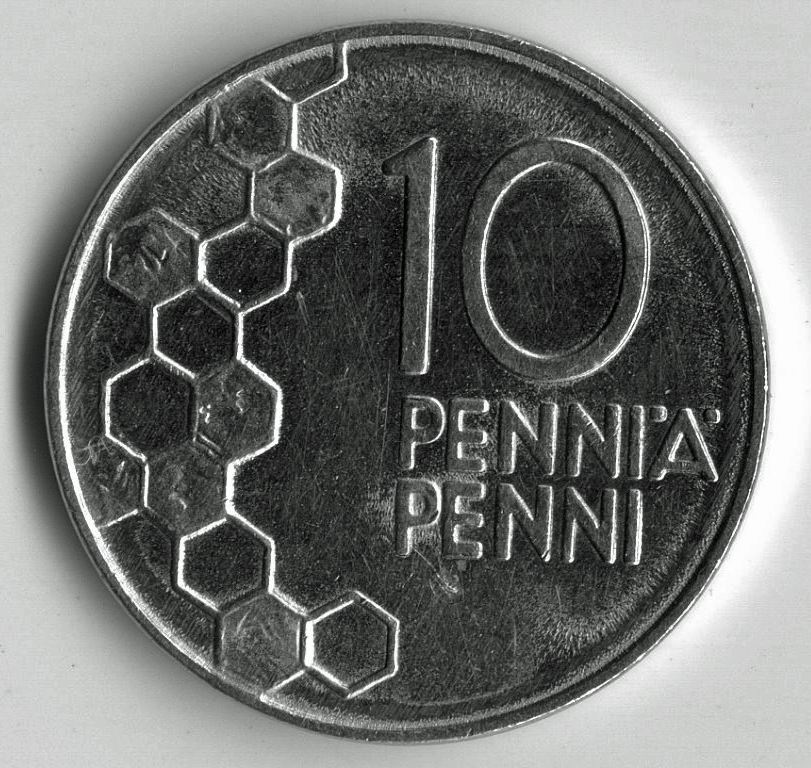
10 penniä fińskie (1992) z nazwą monety w jęz. fińskim i szwedzkim

Penni – drobna jednostka monetarna w XIX i XX w. w Finlandii i w Estonii (est. penn).

## Finlandia
Penni było zdawkową monetą Finlandii równą 1/100 marki fińskiej. Wprowadzone zostało do obiegu w l. 60. XIX w., wycofane w 2002 r. w związku z wprowadzeniem euro.
Do 1917 r., kiedy Finlandia znajdowała się pod panowaniem rosyjskim, w obiegu były następujące nominały penni:
- 1 penni
- 5 penniä
- 10 penniä
- 25 penniä
- 50 penniä.

Wszystkie monety na rewersie miały napisy w języku fińskim. Monety 1, 5 i 10 penniä nosiły na awersie monogram carów Aleksandra II (A II), Aleksandra III (A III) oraz Mikołaja II (N II), którzy byli również wielkimi książętami Finlandii. Monety 25 i 50 penniä zamiast monogramów carskich miały wizerunek herbu Wielkiego Księstwa Finlandii (orła rosyjskiego z herbem Finlandii na piersiach).
W niepodległej Finlandii (po 1917 r.) istniały identyczne nominały monet, jednakże o zmienionym wzorze. Przede wszystkim rosyjskie symbole państwowe zostały zastąpione fińskim herbem państwowym. Wprowadzono je do obiegu w l. 1918-21. Niektórym monetom zmieniono nieco wygląd w l. 1940-41.
W roku 1963 ponownie zmieniono wygląd monet oraz rodzaje nominałów, ustalając następujące:
- 1 penni
- 5 penniä
- 10 penniä
- 20 penniä
- 50 penniä.

W okresie 1969–1990 kilkakrotnie wprowadzano nowe wzory monet, ale bez zmiany ustalonych w 1963 r. nominałów. Od 1990 r. monety penni miały dwujęzyczną legendę: fińską i szwedzką.

## Estonia
W latach 1919–1928 penn było drobną jednostką monetarną Estonii równą 1/100 marki estońskiej. Estońskie penni istniały jedynie w formie biletów estońskiego Ministerstwa Finansów. Wycofane z obiegu wraz z marką estońską w 1928 r. Istniały cztery nominały biletów penni (wszystkie wydrukowane zostały z datą 1919 w Drukarni Państwowej w Tallinnie, jedynie 50 penni w drukarni Paalmanni w Tallinnie):
- 5 penni
- 10 penni
- 20 penni
- 50 penni.